# Norops tropidonotus
Norops tropidonotus är en ödleart som beskrevs av  Peters 1863. Norops tropidonotus ingår i släktet Norops och familjen Polychrotidae.

## Underarter
Arten delas in i följande underarter:
- N. t. spilorhipis
- N. t. tropidonotus